# Маршалл, Джим (фотограф)
Джим Маршалл (англ. James Joseph Marshall, 3 февраля, 1936 — 24 марта, 2010) — американский фотограф, известный своими работами с мировыми рок-звёздами, среди которых были The Beatles, Боб Дилан, Дженис Джоплин, Джимми Хендрикс и многие другие музыканты 60-х — 70-х. Он был единственным фотографом которому было позволено снимать за кулисами во время последнего концерта The Beatles, а также был главным фотографом фестиваля в Вудстоке.
Автор многочисленных фотографий, которые впоследствии приобрели статус культовых, например фотография Джимми Хендрикса, поджигающего свою гитару или Джонни Кэша, изображающего неприличный жест.

## Память
- д/ф Джим Маршалл: Рок-н-ролл в объективе